# Очинський Іван Васильович
Очинський Іван Васильович (нар. 1 квітня 1888, Сокиряни — пом. 1 грудня 1970, Кишинів) — український і молдавський філософ, публіцист і педагог. Кандидат філологічних наук (1950).

## Біографія
Народився 1 квітня 1888 року у містечку Сокиряни, тепер районний центр Чернівецької області. Закінчив учительську семінарію (1909) у місті Байрамча (нині — Миколаївка Одеської області). Після здобуття освіти вчителював, брав участь у боротьбі проти іноземних окупантів у Бессарабії.
У 1918—1933 рр. займав різні посади в системі народної освіти, викладав філософію в Луганському (Україна) і Тираспольському (Молдова) педагогічних інститутах.
У 1930—1933 роках — голова Молдавського наукового комітету і редактор літературного журналу «Октомбріє» («Жовтень»).
Впродовж 1934—1955 років викладав у різних вузах СРСР.
З 1955 по 1957 роки працював деканом філологічного факультету Бєльського педінституту.

## Творчі набутки
Автор публікацій з питань філософії, молдавської, української, зарубіжих літератур. Писав про творчість Т. Малая, К. Кошереу, Н. Кабака. Йому належать студії про Г. Сковороду, Т. Шевченка, С. Руданського, М. Горького, М. Гете.
Іван Очинський залишив для дослідників історії цінні спогади про зустрічі з М. Коцюбинським, І. Нечуєм-Левицьким, О. Матеєвичем, одним з керівників Хотинського повстання 1919 року Г. Барбуцею (журнал «Ністру» (Кишинів), 1966, № 12; 1968, № 1).